# Alberto Bueno
Alberto Bueno Calvo (* 20. März 1988 in Madrid) ist ein spanischer Fußballspieler. Der Stürmer steht beim griechischen Zweitligisten Ionikos Nikea unter Vertrag.

## Karriere

### Verein
Alberto Bueno begann seine Laufbahn in Real Madrids Jugend. Er durchlief sämtliche Alterskategorien des Klubs, bis er im Sommer 2006, mit 18 Jahren, in den Kader der Zweitmannschaft des Vereins, Real Madrid Castilla, übernommen wurde. Am 30. Oktober 2008 feierte er sein Debüt in der ersten Mannschaft in einem Pokalspiel gegen Real Unión Irún. Im Rückspiel am 11. November 2008 erzielte Bueno seinen ersten Treffer für die A-Mannschaft von Real Madrid. Bueno spielt auf der Position des Stürmers. Im Sommer 2009 wechselte Alberto Bueno zu Real Valladolid, wo er einen Vertrag bis 2014 unterschrieb. Real Madrid behält sich eine Rückkaufoption vor. Für die Saison 2010/11 wurde er an den englischen Verein Derby County ausgeliehen.
Zur Saison 2013/14 wechselte er zu Rayo Vallecano in die spanische Primera División. Am 28. Februar 2015 erzielte er innerhalb von 15 Minuten vier Tore beim 4:1-Heimsieg gegen Levante UD. Im Mai 2015 gab der FC Porto aus der Primeira Liga die Verpflichtung des Spaniers zur Saison 2015/16 bekannt. Es folgten drei Ausleihen zu diversen Vereinen und so kam Bueno bisher in zweieinhalb Jahren nur auf acht Pflichtspiele für Porto.

### Nationalmannschaft
Alberto Bueno gewann mit Spanien die U-19-Fußball-Europameisterschaft 2006, dabei erzielte er beide Treffer beim 2:1 im Finale gegen Schottland und wurde zudem mit fünf Toren aus ebenso vielen Spielen Torschützenkönig zusammen mit dem türkischen U-19-Nationalspieler İlhan Parlak.

## Erfolge und Auszeichnungen
- Torschützenkönig der U-19-Europameisterschaft 2006
- Spieler des Monats der Primera División: Februar 2015